# Homlokfogú törpecsiga
A homlokfogú törpecsiga (Vertigo pygmaea) Eurázsiában és Észak-Amerikában elterjedt, kis méretű csigafaj.

## Megjelenése

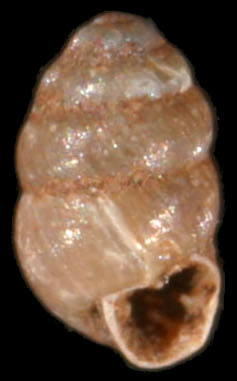
A csigaház fényképe

A csiga háza mindössze 2 mm magas és 1 mm széles, 5 kanyarulatból áll. Színe vörösbarna vagy szaruszínű, alakja ovális, a héj nagyon halványan rovátkolt, selymes fényű. Ajakduzzanata kifejezett, szájadékában egy parietális (fal felőli) és 3-6 egyéb fogszerű nyúlvány található. Házán fehér csík formájában látható a növekedés téli leállása. A csiga szürke vagy feketés színű.

## Előfordulása
Az egész északi féltekén elterjedt csigafaj. Európában északon az é.sz. 64° magasságig fordul elő, a Mediterráneum déli részén (Szicília, Dél-Portugália) már nem él. Megtalálható Közép-Ázsiában, a Kaukázusban, Szibériában és Észak-Amerikában is (Michigan államban veszélyeztetett). Svájcban 1800, Bulgáriában 1500 m magasságig találták meg. Magyarországon a hét Vertigo faj közül a leggyakoribb, mind a hat rokonával előfordul együttesen is.

## Életmódja
A homlokfogú törpecsiga elsősorban nedves réteket preferálja, de előfordul közepes és kissé száraz füves területeken, napos lejtőkön is. Jól tolerálja a kultúrtájakat, kerteket, legelőket, vasúti töltéseket is. A fűcsomók tövében, moha között, kövek alatt található meg. Erdőkben nem jellemző.
Lengyelországban június és szeptember között szaporodik; egyszerre egyetlen, fél milliméteres petét rak le, sokszor lehullott levelek főere mellé. Egy évben akár 70 petét is rakhat, amelyek kedvező körülmények között 11-15 nap múlva kelnek ki. A kis csigák 2-3 kanyarulatos házat növesztenek a téli hibernációig. Az ivarérettséget a következő nyár végén érik el; élettartamuk elérheti a három évet.
Magyarországon nem védett.